# Cmentarz mennonicki w Szaleńcu
Cmentarz mennonicki w Szaleńcu – zabytkowa nekropolia mennonicka z końca XVIII w. w miejscowości Szaleniec (niem. Thörichthof) w gminie Stare Pole w powiecie malborskim. Jest położona po wschodniej stronie drogi z Rozgartu do Starego Pola.
W XVIII wieku Bogusław Denhoff wydzierżawił tę miejscowość mennonitom. Cmentarz mennonicki powstał prawdopodobnie w XVIII w. albo na przełomie XVIII i XIX wieku. Pochówki odbywały się tutaj jeszcze w okresie międzywojennym. Najstarszy nagrobek pochodzi z 1806, a najpóźniejszy z 1914.
W opisie cmentarza dokonanym przez Teofilę Lebiedź-Gruda czytamy: „Mennonici nie stworzyli odrębnego typu rzeźby sepulklarnej, zachowane stele są dość typowe, mają formę wolnostojących płyt o wymiarach ok. 2,0 x 0,8 m, ustawionych bezpośrednio na cokołach, w zwieńczeniu znajdują się tympanony (trójkątne, zamknięte łukiem lub linią falistą), w centralnej części tablica z inskrypcją, na zewnętrznych ścianach często wierszowana sentencja lub biblijny werset. Występują ornamenty zdobnicze czysto dekoracyjne (motywy antyczne, akant, meander, rozety, wić roślinna, girlandy) lub symboliczne (skrzyżowane gałązki palm – zwycięstwo nad śmiercią, wieniec laurowy – symbol zwycięstwa i chwały, skrzyżowane gałązki dębu – trwanie w wierze).”